# Eucosma conformana
Eucosma conformana is een vlinder uit de familie bladrollers (Tortricidae). De wetenschappelijke naam is voor het eerst geldig gepubliceerd in 1872 door Mann.
De soort komt voor in Europa.